# Eriotheca peruviana
Eriotheca peruviana är en malvaväxtart som beskrevs av André Georges Marie Walter Albert Robyns. Eriotheca peruviana ingår i släktet Eriotheca och familjen malvaväxter. Inga underarter finns listade i Catalogue of Life.